# Leon Goldstand

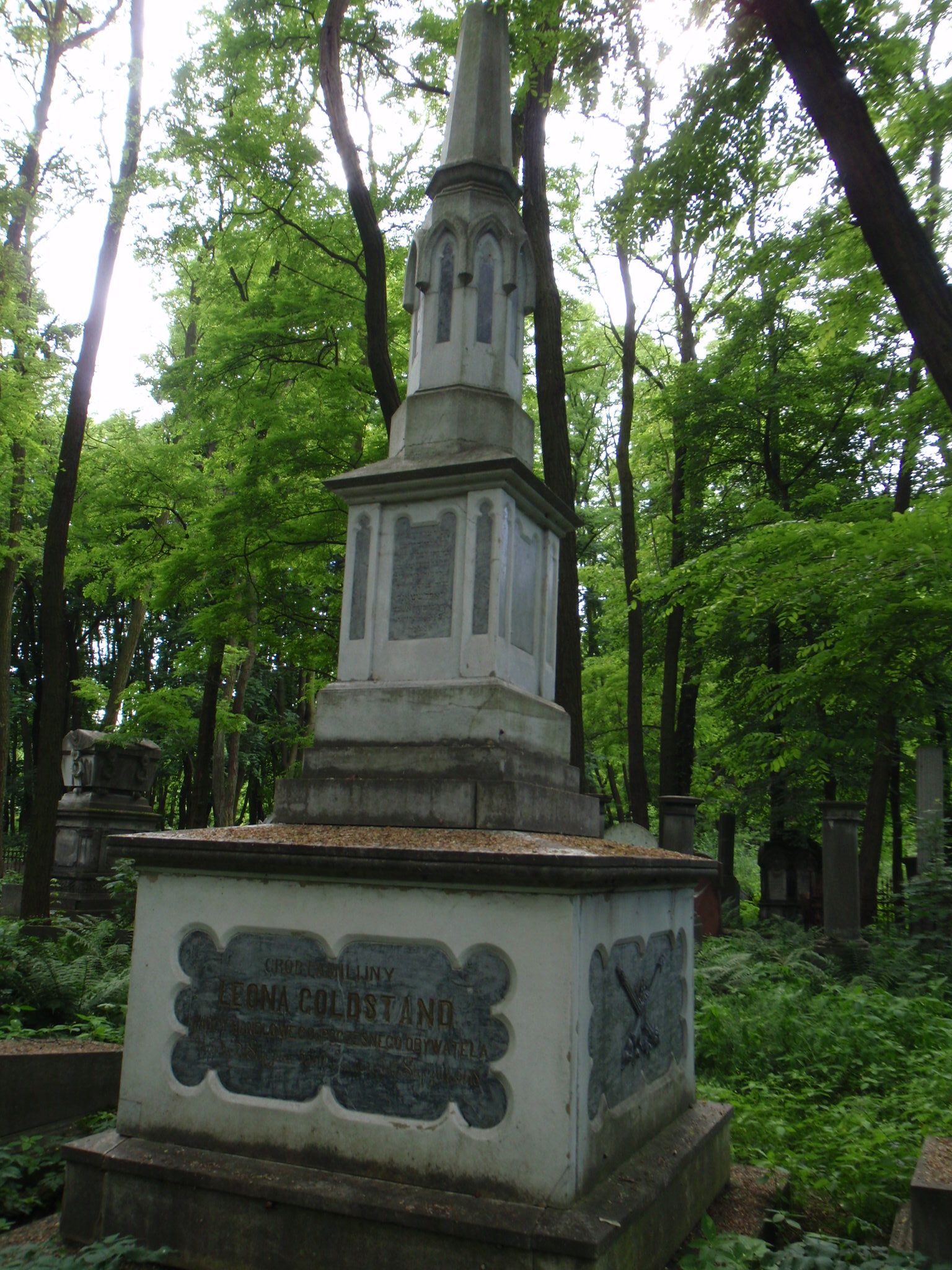
Grób Leona Goldstanda na cmentarzu żydowskim w Warszawie

Leon Goldstand (ur. 1 stycznia 1800 w Warszawie, zm. 15 stycznia 1858 w Warszawie) – polski bankier żydowskiego pochodzenia.

## Życiorys
Urodził się w Warszawie w rodzinie żydowskiej, jako syn kupca Zeliga i Karoliny z domu Lewińskiej (1771–1839). Był obywatelem miasta Warszawy. Był bankierem, współwłaścicielem banku Samuela Fraenkla, który działał pod nazwą S. A. Fraenkel. Był również radcą handlowym Banku Polskiego. Był właścicielem nieruchomości w Warszawie. W uznaniu zasług otrzymał w 1846 dziedziczne poczesne obywatelstwo.
Żonaty z Felicją z domu Salinger (1801–1869), z którą miał siedmioro dzieci: Artura (1828–1835), Różę (1829–1901, żonę Jakuba Janasza), Stefanię (ur. 1832), Hipolita (1834–1894), Seweryna (1834–1849), Jana (1837–1904, bankiera w Petersburgu), Aleksandra (1838–1903, bankiera). Jego wnukiem był Leon Feliks Goldstand (1871–1926).
Leon Goldstand pochowany jest na cmentarzu żydowskim przy ulicy Okopowej w Warszawie (kwatera 20, rząd 1).